# Девять рассказов (Сэлинджер)
«Девять рассказов» — сборник рассказов американского писателя Джерома Дэвида Сэлинджера, выпущенный в апреле 1953 года. Он включает в себя следующие рассказы:
- Хорошо ловится рыбка-бананка
- Лапа-растяпа
- Перед самой войной с эскимосами
- Человек, который смеялся
- В лодке
- Дорогой Эсме — с любовью и всякой мерзостью
- И эти губы, и глаза зелёные
- Голубой период де Домье-Смита
- Тедди

## Эпиграф
Мы знаем звук хлопка двух ладоней,
А как звучит хлопок одной ладониДзэнский коан
Джером Сэлинджер, по непонятным причинам, не указал имя автора — японского поэта Хакуина Осе и само название коана — «Одна рука».